# روبي جي
روبي جي (بالإنجليزية: Robbie Gee)‏ هو كاتب سيناريو ومقدم تلفزيوني وممثل بريطاني، ولد في 24 مارس 1964.

## أعمال

### أفلام
- (2000) سناتش[5]
- (2003) العالم السفلي[6]
- (2003)  لعنة اللؤلؤة السوداء[7][8]
- (2006)  صندوق الرجل الميت

## وصلات خارجية
- روبي جي على موقع IMDb (الإنجليزية)
- روبي جي على موقع ألو سيني (الفرنسية)
- روبي جي على موقع أول موفي (الإنجليزية)
- روبي جي على موقع قاعدة بيانات الأفلام السويدية (السويدية)
- روبي جي على موقع قاعدة بيانات الفيلم (الإنجليزية)
- روبي جي على موقع كينوبويسك (الروسية)